# Орест (трагедия)
„Орест“ (на старогръцки: Ὀρέστης / Oréstês; на латински: Orestes) е древногръцка трагедия на драматурга Еврипид, създадена през 408 г. пр.н.е.

## Действащи лица
- Орест
- Електра
- Пилад
- Менелай
- Елена
- Тиндарей
- Аполон
- Хермиона-дъщеря на Менлай и Елена

## Сюжет
Трагедията развива материала на митовете за Пелопидите и е своеобразно продължение на пиесата „Електра“, написана от Еврипид около пет години по-рано. Действието се развива в Аргос (Еврипид не прави разлика между Аргос и Микена) няколко дни след като Орест убил своята майка. Главният герой силно тъгува, заради своите деяния, а жителите на града искат да го осъдят на смърт заради извършеното майцеубийство. През това време Елена и Минелай пристигат в Аргос. Минелай обещава подкрепа на племенника си, но в решаващия момент, не удържа на обещанието си, заради Тиндарей, който го лишава от правата му върху спартанския престол. В резултат на това Орест и Електра са осъдени на смърт.
Децата на Агамемнон решават да си отмъстят на Минелай, като избягват и взимат Хермиона-дъщерята на Елена, като заложница. В решаващия момент се намесва Аполон, който превръща Елена в звезда и предсказва на Орест, че ще бъде оправдан от атинския Ареопаг и ще се ожени за Хермина.

## Особености
В тази трагедия Еврипид се отклонява от митологичните традиции. Орест не се съди от Ареопага, а от Народното събрание на Аргос. Майцеубийството се тълкува, като безсмислено деяние, по заповед на зъл Бог. След като Орест убива майка си, той е способен и на други жестокости с еднаква мотивация: опитва се да убие леля си, обвинявайки я за виновна за започването на Троянската война, и заплашва да убие малкия си братовчед, надявайки се по този начин да спаси живота му. Неговият приятел Пилад, също е избран като негативен персонаж „мълчаливият човек е нечестив и предпазлив“, опиянен от кръв.

## Превод на български
- Еврипид Орест, превод от старогръцки на Тамара Кръстева, София 2008 г.Фондация за българска литература/колекция „Архетип“

|  | Тази страница частично или изцяло представлява превод на страницата „Орест_(Еврипид)“ в Уикипедия на руски. Оригиналният текст, както и този превод, са защитени от Лиценза „Криейтив Комънс – Признание – Споделяне на споделеното“, а за съдържание, създадено преди юни 2009 година – от Лиценза за свободна документация на ГНУ. Прегледайте историята на редакциите на оригиналната страница, както и на преводната страница, за да видите списъка на съавторите. ВАЖНО: Този шаблон се отнася единствено до авторските права върху съдържанието на статията. Добавянето му не отменя изискването да се посочват конкретни източници на твърденията, които да бъдат благонадеждни. |